# Ikea Industry
IKEA Industry är den del av Ikea-koncernen som tillverkar möbler och möbelkomponenter. Huvudkontoret är placerat i Malmö.
Ursprunget till IKEA Industry var Swedwood, som grundades 1991 och hade sitt huvudkontor i Ängelholm. IKEA Industry tillverkar möbelkomponenter och möbler. I dess produktionsanläggningar tillverkas idag massivträmöbler, planmöbler, köksluckor samt möbler tillverkade med board-på-ram-teknik.
Den 1 september 2013 bytte Ikeas industriföretag Swedwood och Swedspan namn till Ikea Industry, som är världens största tillverkare av trämöbler. Företaget har 44 produktionsenheter med 19 000 anställda i 11 länder.[källa behövs]